# Линдси (округ Ривс, Тексас)
Линдси (енгл. Lindsay, Reeves County) насељено је место без административног статуса у америчкој савезној држави Тексас.

## Демографија
По попису из 2010. године број становника је 271, што је 123 (-31,2%) становника мање него 2000. године.
| Група             | 2000.       | 2010.       |
| Белци             | 29 (7,4%)   | 27 (10,0%)  |
| Афроамериканци    | 1 (0,3%)    | 0 (0,0%)    |
| Азијати           | 0 (0,0%)    | 0 (0,0%)    |
| Хиспаноамериканци | 361 (91,6%) | 241 (88,9%) |
| Укупно            | 394         | 271         |